# ジョン・コック
ジョン・コック（John Cocke, 1925年5月30日 - 2002年7月16日）は、アメリカの計算機科学者であり、特にコンピュータ・アーキテクチャとコンパイラの最適化設計への多大な貢献で知られている。「RISCアーキテクチャの父」とも呼ばれる。

## 生涯
ノースカロライナ州シャーロットで生まれる。
デューク大学で1946年に機械工学の学士号を取得し、1953年に数学の博士号を取得している。その後、1956年から1992年までIBMで研究者として過ごした。
彼の研究開発で最も重要なものは IBM 801 ミニコンピュータであろう。そこでコックは比較的単純な命令セットを実装し、コンパイラを最適化することでコストパフォーマンスを向上させた。
また、構文解析アルゴリズムであるCYK法の発明者の1人である（C は Cocke の C）。
ニューヨーク州バルハラで死去。

## 受賞歴
- 1985年 - エッカート・モークリー賞
- 1987年 - チューリング賞
- 1991年 - アメリカ国家技術賞
- 1994年 - アメリカ国家科学賞[2]、フォン・ノイマンメダル
- 1999年 - シーモア・クレイ賞
- 2000年 - ベンジャミン・フランクリン・メダル